# 커플링 (부품)

회전하는 커플링

커플링(coupling), 연결 장치, 연결기는 동력을 전달할 목적으로 양끝에 2개의 샤프트(shaft)를 연결하기 위해 사용하는 장치이다. 커플링의 주된 목적은 어느 정도의 어긋남을 허용하면서도 두 회전기 부분을 결합시키는 것이다. 즉, 커플링은 접합부나 물체의 끝부분을 연결하는 기계적 장치라고 할 수 있다. 커플링은 보통 작동 중에 샤프트의 단절을 허용하지는 않지만 일부 토크 제한을 초과할 때 단절이 가능한 토크리미팅 커플링이 존재한다.